# Liuva II
Liuva II (583 - junio o julio de 603) fue rey de los visigodos (601-603).

## Vida

### Acceso al trono
Sucedió a su padre Recaredo y accedió al trono cuando contaba unos 18 años. A su juventud e inexperiencia, por no haber tenido tiempo para que su padre lo asociase al trono, se le unía su origen, pues era fruto de las relaciones de concubinato de su padre con la plebeya Baddo, antes de que estos contrajeran matrimonio religioso poco antes del III Concilio de Toledo de 589. Ello hizo que tras su acceso al trono no contara con los apoyos de la nobleza visigoda, a la que por vía materna era ajeno.

### Política religiosa

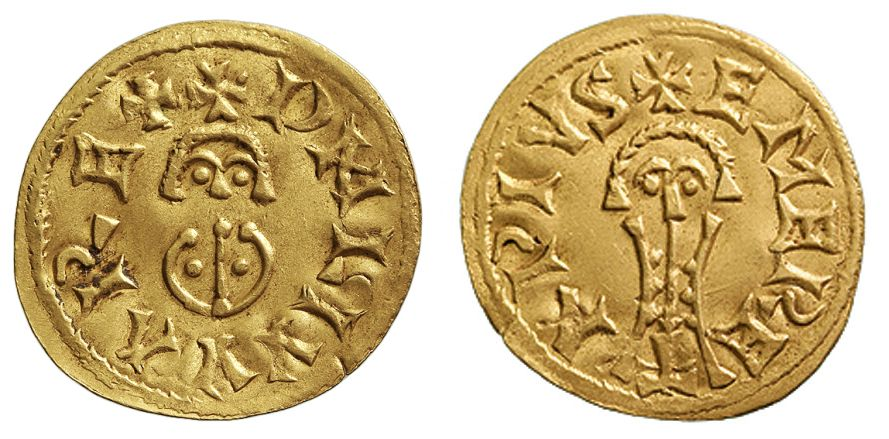
Imitación moderna de un tremís visigodo acuñado en Mérida durante el reinado de Liuva II.

Una de sus principales políticas fue la de eliminar los últimos focos de paganismo dentro del reino visigodo, como demuestra su ofrenda a la ciudad de Talavera de la Reina, de la imagen de una virgen (Nuestra Señora del Prado) con el fin de transformar las fiestas en honor a la diosa Ceres en una ofrenda (Mondas) católica.

### Pérdida del trono
En la primavera de 602, el godo Witerico, quien había traicionado la conspiración del obispo arriano Sunna de Mérida para restablecer el arrianismo en 589 —según algunos autores o simple y llanamente para adueñarse del trono, según otros—, consiguió el mando del ejército que iba a luchar contra los bizantinos. Seguramente la traición de Witerico a los conspiradores le había colocado en una posición de máxima confianza, y gracias a ello obtuvo el mando del ejército, en el cual colocaría a hombres de su confianza. En vez de expulsar a los bizantinos, Witerico utilizó las tropas para dar un golpe de Estado en la primavera de 603, cuando entró en el Palacio Real y depuso al joven rey, contando sin duda con el apoyo de una facción de la nobleza probablemente hostil a la dinastía de Leovigildo, aunque no a los principios políticos de este rey. Witerico hizo que se amputara a Liuva II la mano derecha, lo que le imposibilitaba para reinar, y más tarde lo hizo condenar a muerte y ejecutar en el verano de 603.